# Oidium concentricum
Oidium concentricum är en svampart som beskrevs av Berk. & Broome 1860. Oidium concentricum ingår i släktet Oidium och familjen Erysiphaceae.   Inga underarter finns listade i Catalogue of Life.